# Caspiodontornis kobystanicus
Caspiodontornis kobystanicus — викопний вид морських птахів вимерлої родини костезубих (Pelagornithidae), що існував у пізньому олігоцені (28-25 млн років тому). Добре збережені рештки черепа з дзьобом знайдені у селі Перекешкюль Апшеронського району на сході Азербайджану. У цих же відкладеннях знайдено рештки крил нез'ясованого птаха, якого описали під назвою Guguschia nailiae та віднесли до віднесли до качкових. Цілком можливо, що обидві знахідки належать до одного виду. Тоді назва Guguschia nailiae, як старіша, є пріоритетною.